# Данилов, Александр Павлович
Алекса́ндр Па́влович Дани́лов (неизвестно — неизвестно) — советский футболист, нападающий.
Выступал за «Динамо» Ташкент. В 1937 году, когда команда дебютировала в соревнованиях команд мастеров, в первенстве группы «Г» провёл 4 матча, забил один гол. В Кубке СССР 1939 года сыграл 4 матча, забил один гол, вместе с командой дошёл до полуфинала.